# ジョージア・リー・ラスク
ジョージア・リー・ウィット・ラスク（英語: Georgia Lee Witt Lusk、1893年5月12日– 1971年1月5日）は、アメリカ合衆国の政治家、教育家。ニューメキシコ州選出初の女性下院議員である。

## 概要
1893年5月12日、ジョージア・ウィットは父ジョージ・ウィットと母メアリー・イザベル・ギルレス・ウィットの長女として生まれた。一家はニューメキシコ州エディ郡カールスバッド近郊で牧場を営んでいた。ジョージアは1912年に地元のカールスバッド高校を卒業。ニューメキシコ・ハイランズ大学、ザ・コロラド・ステート・ティーチャーズ・カレッジ（the Colorado State Teachers College、現在のノーザンコロラド大学）で学んだ後、ニューメキシコ・ステート・ティーチャーズ・カレッジ（New Mexico State Teachers College、現在のウエスタン・ニューメキシコ大学）に転入し、1914年に卒業した。大学卒業後は学校教師を1年だけ務めたが、1915年に銀行家で牧場主のドルフ・ラスクと結婚すると、教師を辞めて夫の牧場を手伝い始めた。2人は3人の子供を儲けたが、夫ドルフは1919年に死去。ジョージアは未亡人として3人の子供を育てるべく、再び教師として働き始めた。
1924年の選挙でリー郡の郡教育監督官に選出された。この年のニューメキシコ州の選挙は女性の躍進が見られた年であり、女性初の州務長官ソレダド・チャコンが誕生したほか、女性初の連邦下院議員候補アデリーナ・オテロ=ウォーレンが出馬し、共和党からの指名を獲得した。ラスクが当選した郡教育監督官においても、州内31郡中13郡が女性で占められていた。その後、1926年に再選を果たしたが、1928年の選挙で落選し、翌年に任期満了で辞職した。1930年にはニューメキシコ州教育監督官に当選し、1931年から1935年まで1期の任期を務めた。その後も、グアダルーペ郡教育監督官（1941年-1942年）やニューメキシコ州教育監督官（1943年-1947年）として州の公教育に関わった。また、民主党員としては1928年と1948年の民主党全国大会に参加した。
1946年、ニューメキシコ州全州区から下院議員選挙に出馬し、66,420票（得票率：26.5%）を獲得し当選。ニューメキシコ州史上初の女性下院議員・連邦議員となった。ラスクが参加した第80議会には、フランシス・P・ボルトン（共和党、オハイオ州22区）、エディス・ロジャーズ（共和党、マサチューセッツ州5区）、キャサリン・セント・ジョージ（共和党、ニューヨーク州29区）、マーガレット・チェイス・スミス（共和党、メイン州2区）、ヘレン・ダグラス（民主党、カリフォルニア州14区）、メアリー・テレサ・ノートン（民主党、ニュージャージー州13区）の6名の女性下院議員が在籍していた。1948年にも下院議員選挙に出馬したが民主党予備選で3位となり落選。1949年9月から1953年12月まで戦争犯罪委員会の委員に就任し、1955年から1960年まで再び州教育監督官を務めた。1971年1月5日、ニューメキシコ州アルバカーキで死去。サンセット・ガーデンズ・メモリアル・パークに埋葬された。

## 家族
- 夫：ドルフ・ラスク
- 息子：ヴァージル・ウィット・ラスク（英語: Virgil Witt Lusk、1916年-1943年）- ニューメキシコ・ミリタリー・インスティチュート（英語版）、海軍兵学校を卒業した後、空軍でパイロットとしての訓練を経験を積んだ。第二次世界大戦が始まるとアメリカ陸軍の大尉としてアフリカ戦線に参加。戦闘機パイロットとして、敵機5機を撃墜、6機を撃破するなどの活躍を見せた。こうした功績で殊勲十字章やエア・メダルなどの勲章を8度にわたって授与されたが、1943年にサンディエゴでの飛行訓練中の事故で死去した[10][11]。
- 息子：ジーン・ラスク（英語版）（トーマス・ユージン・ラスク、英語: Thomas Eugene Lusk、1920年-1969年）- ニューメキシコ州上院議員（1953年-1961年）。1960年にニューメキシコ州2区から下院議員選挙に出馬したが、民主党予備選挙でジョーゼフ・モントーヤに敗れた。1966年にもニューメキシコ州知事選挙に出馬したが、総選挙でデイヴィッド・カーゴ（英語版）に敗れた[12]。